# Arsenura meander
Arsenura meander är en fjärilsart som beskrevs av Walker 1855. Arsenura meander ingår i släktet Arsenura och familjen påfågelsspinnare. Inga underarter finns listade i Catalogue of Life.